# Everything I Wanted (canción de Billie Eilish)
«Everything I Wanted» (estilizado en minúsculas) —en español: «Todo lo que quería»— es una canción de la cantante estadounidense Billie Eilish. La pista fue escrita por la cantante junto a su hermano Finneas O'Connell, quien también la produjo. Darkroom e Interscope Records lanzaron la pista como sencillo el 13 de noviembre de 2019. Es una pista de pop alternativo y pop con influencias de la música house y electrónica con un mínimo de piano y downtempo. Inspirada en una pesadilla que experimentó, la canción trata sobre la fuerte relación de Eilish con su hermano Finneas y su protección de ella contra el daño.
«Everything I Wanted» recibió críticas principalmente positivas de los críticos, varios de los cuales elogiaron la música y la letra. La canción fue un éxito comercial, alcanzando el número ocho en el Billboard Hot 100 de Estados Unidos, convirtiéndose en el segundo éxito entre los diez primeros de Eilish en Estados Unidos. Debutó en el número uno en las listas de récords de varios países, incluidos Irlanda y Noruega, y alcanzó el puesto número tres en la lista de sencillos del Reino Unido. Ha recibido varias certificaciones, incluyendo triple platino en Australia y doble de platino en Canadá y Estados Unidos. El 24 de noviembre de 2020, la canción recibió nominaciones a Grabación del Año, Canción del Año y Mejor Interpretación Pop en Solitario en la 63.ª edición anual de los premios Grammy, lo que lo convierte en el segundo año consecutivo de Eilish en obtener una nominación en tales categorías.
Billie Eilish dirigió el video musical que acompaña a la canción, que fue subido a su canal de YouTube el 23 de enero de 2020. El video muestra a Eilish y Finneas tomados de la mano mientras conducen por la ciudad en un Dodge Challenger y hacia el océano; recibió críticas positivas de los críticos, muchos de los cuales elogiaron su tema visual y su mensaje. Billie Eilish ha tocado «Everything I Wanted» en vivo varias veces; se incluyó en el setlist de su gira When We All Fall Asleep Tour (2019) y Where Do We Go? World Tour (2020). Eilish y Finneas interpretaron la pista durante una transmisión en vivo de 50 minutos para Verizon Communications en abril de 2020.

## Antecedentes y lanzamiento
El 22 de octubre de 2019, Finneas O'Connell dijo que él y su hermana Billie Eilish estaban trabajando en nueva música. En noviembre de ese año, Eilish anunció el lanzamiento de dos nuevas canciones y un video musical para la canción «Xanny», que fue lanzado al mes siguiente. Eilish anunció más tarde el título de la canción «Everything I Wanted» y su fecha de lanzamiento durante una transmisión en vivo en Instagram, el 10 de noviembre de 2019. «Everything I Wanted» fue utilizado en un anuncio de Beats by Dre auriculares que presenta a Eilish. La pista se tituló originalmente «Nightmare».
Eilish y O'Connell, conocido por su nombre artístico Finneas, comenzaron a escribir «Everything I Wanted» en septiembre de 2018; comenzó como un sentimiento de depresión de Eilish. Eilish se inspiró para la canción en 2018 cuando tuvo un sueño en el que murió después de saltar del puente Golden Gate y a nadie le importaba. Eilish no podía dejar de pensar en sus pesadillas, lo que la hacía sentirse «atrapada» y «distraída» mientras ella y O'Connell intentaban convertir sus miedos en una nueva pista. Cuando le contó a O'Connell sobre la idea, él se sintió muy incómodo con el tema. En una entrevista con The New York Times, Eilish dijo que «estaba en un mal lugar mentalmente», mientras que O'Connell dijo que no quería ayudarla a escribir una canción desesperada sobre el suicidio porque él y sus padres estaban preocupados por su bienestar. Le dijo a Eilish que ella «no siempre puede resolver [sus] problemas en una canción». Eilish persuadió a O'Connell ya sus padres diciéndoles que escribir «Everything I Wanted» era «la forma en que puedo sentir esas cosas sin hacerme nada». Eilish y O'Connell cambiaron el tema de la canción a uno de apoyo mutuo y unión en lugar de depresión y suicidio. El dúo discutió cómo su relación y comprensión de lo que es la música les ha hecho escribir música juntos. La canción también hace referencia a los sentimientos de Eilish sobre la fama, que a veces encuentra frustrante.
«Everything I Wanted» fue masterizado por John Greenham y mezclado por Rob Kinelski, quienes también se desempeñaron como personal de estudio. La canción fue lanzada para descarga digital y transmisión como sencillo el 13 de noviembre de 2019, a través de Darkroom e Interscope Records. Se agregó a la reedición del álbum de estudio debut de Eilish When We All Fall Asleep, Where Do We Go? en diciembre de 2019. Un disco flexi de la canción se lanzó a través de un pedido anticipado para enviarse en las siguientes cuatro a seis semanas. El lanzamiento vino con un sencillo digital que se envió a los clientes estadounidenses por correo electrónico. La portada del sencillo, una pintura abstracta del puente Golden Gate en San Francisco, California, fue realizada por Jason Anderson.

## Composición y lírica
«Everything I Wanted» tiene un tempo moderadamente rápido de 120 latidos por minuto (BPM) y se toca en la clave de La mayor mientras que el rango vocal de Eilish abarca desde la nota baja de E3 hasta la nota alta de B4. Según Jem Aswad de Variety, la canción presenta un uso significativo de la reverberación, un «beatbox suave y riffs de teclado suaves y nebulosos». La pista ha sido descrita en las reseñas de prensa como una pista de pop alternativo y pop con influencias de la música house y electrónica; presenta una producción minimalista que consiste en instrumentación de piano y bajo downtempo. Según Lake Schatz de Consequence of Sound, la canción tiene un «ritmo libre y teclas silenciosas».
Según Eilish, la canción habla de su relación con O'Connell y su continuo apoyo para ella. El primer verso de la canción se inspiró en las experiencias de Eilish con la depresión y la enfermedad mental. La canción comienza con la cantante hablando de que ella se suicida y que a nadie le importa; «Pensé que podía volar / Así que bajé del Golden / Nadie lloró / Nadie se dio cuenta / Los vi parados allí / Un poco pensé que les importaría». En el coro, Eilish y O'Connell hablan sobre su apoyo mutuo y la forma en que O'Connell ayuda a Eilish a lidiar con la fama y sus demonios personales. «Y dices: 'Mientras esté aquí, nadie puede lastimarte' / No quiero estar aquí, pero puedes aprender a hacerlo / Si pudiera cambiar la forma en que te ves a ti mismo / No te preguntarías por qué escuchas, 'no te merecen'». Dani Blum de Pitchfork indicó que la canción «'tiene voces en capas que se hinchan y rodean a Eilish en el puente, como se pide en varias ocasiones».

## Crítica y recepción
«Everything I Wanted» recibió críticas principalmente positivas de los críticos musicales. La canción fue elogiado por Callie Ahlgrim de Insider quien lo llamó una «dinámica reflexiva» y la letra de una «impresionante retrato de sus habilidades de colaboración en la sincronización». Jon Caramanica de The New York Times dijo que los teclados de la grabación son «urgentes» y «elegíacos», y describió el coro como «agotador pero esperanzador». Brenna Ehrlich de Rolling Stone dijo que la canción mostraba una «versión más suave y triste de Eilish» y describió la pista como «una meditación sobre la fama». Escribiendo para Clash, El personal de DIY etiquetó la pista como una «producción tranquila y optimista». Heran Mamo de Billboard llama la pista de un «emotivo homenaje». Mike Wass de Idolator dijo que la canción era «inquietante, sin embargo reconfortante». Starr Bowenbank, que escribió para la revista Cosmopolitan, lo consideró como una canción que «te dejaría sollozando en un charco de tus propias lágrimas». Randy Holmes de ABC News Radio describió «Everything I Wanted» como una pista «emocional» y «escalofriante». Julia Emmanuele de Bustle vio que la canción «deja en claro que la experiencia de Eilish con el manejo de su salud mental está en constante evolución, pero parece que la cantante está decidida a rodearse de gente como Finneas, que la ayuda a apoyarla en todo».
Jasmine Gómez, que escribe para Seventeen, llamó a «Everything I Wanted» un «tributo inquietante, pero hermoso» de Eilish a Finneas. Rhian Daly de NME escribió que el mensaje de la canción «es coherente y claro. El dúo se apoya mutuamente, ya sea protegiéndose del mundo exterior y ayudando a cambiar la percepción que tienen de sí mismos». Brent Furdyk, que escribe para Entertainment Tonight Canada, calificó la canción como «un conmovedor tributo a la simpatía [de Eilish y O'Connell]». En una crítica mixta para Los Angeles Times, August Brown calificó la canción de «brumosa». El personal de Electronic Beats comparó la pista con el éxito número uno de Eilish, «Bad Guy», mientras que Jem Aswad de Variety dijo que «no es un banger amenazante como [«Bad Guy»] ni una balada como [«I Love You»]». Sam Prance de PopBuzz calificó la letra de la canción como «desgarradoramente personal». Allie Gemmill de Teen Vogue describió «Everything I Wanted» como «temperamental», «lento» e «introspectivo». En una reseña de Stereogum , Chris Deville dijo que la pista pone un «cristalino giro acuoso en su sonido característico».
En declaraciones a Zane Lowe de Apple Music, Selena Gomez dijo que se relacionaba con la visión de la fama de Eilish y dijo; «cuando escuché [«Everything I Wanted»], sollocé porque he estado haciendo esto durante tanto tiempo y es como, 'Maldita sea, eso es tan cierto'». Bono de U2 incluyó la canción en su lista de «60 canciones que salvaron mi vida», diciendo en una carta de fan: «Entro en tu canción y es una belleza negra, terriblemente vulnerable y aterradora». La madre de Eilish, Maggie Baird, también lloró cuando escuchó la canción.

## Rendimiento comercial
Tras el lanzamiento de «Everything I Wanted», debutó en el número 74 en el Billboard Hot 100 de Estados Unidos el 23 de noviembre de 2019. El 30 de noviembre, subió al número 8 en la lista, convirtiéndose en el segundo top 10 de Eilish en Estados Unidos. El sencillo también logró el éxito en las listas de componentes de Billboard; subió del número dos al número uno en la lista de reproducción de radio de Billboard Alternative Songs en febrero de 2020, convirtiéndose en su tercer número uno en la lista, empatando a Eilish con Beck y Alanis Morissette en la mayoría de los números uno por un artista solista en la lista de canciones alternativas. «Everything I Wanted»  también alcanzó los cinco primeros en las listas Adult Top 40, Dance/Mix Show Airplay, Mainstream Top 40 y listas de Hot Rock & Alternative Songs. Ha recibido una certificación triple platino de la Recording Industry Association of America (RIAA), que indica ventas equivalentes a pistas de tres millones de unidades basadas en ventas y transmisiones en Estados Unidos.
El sencillo alcanzó el puesto número 6 en el Canadian Hot 100 y recibió una certificación de cuádruple de platino de Music Canada. «Everything I Wanted» logró un gran éxito en Europa; alcanzó el número 3 en la lista de sencillos del Reino Unido, convirtiéndose en el tercer éxito entre los diez primeros de Eilish en el Reino Unido. Ha recibido una certificación de platino de la Industria Fonográfica Británica (BPI), que indica ventas equivalentes a pistas de 600.000 unidades. La pista alcanzó el puesto número 2 en la lista de sencillos australianos y también recibió una certificación de triple platino por la asociación Australian Recording Industry Association (ARIA). «Everything I Wanted» alcanzó el número uno en Estonia, Irlanda, Letonia, Lituania, y Noruega. También ha alcanzado su punto máximo dentro del top 10 de las listas de sencillos en Austria, Bélgica y Alemania.

## Video musical

### Antecedentes
Eilish lanzó el video musical de «Everything I Wanted» el 23 de enero de 2020, y anunció su estreno el mismo día en Instagram en una publicación con la leyenda; «algo viene». El video fue dirigido por Eilish, quien declaró; «Mi hermano y yo escribimos esta canción el uno sobre el otro y quería crear una imagen que enfatizara que pase lo que pase, estaremos ahí para el otro en todo. Este es el segundo video que he dirigido.Trabajamos tan duro, durante horas y horas». Eilish quería que el video mostrara la relación entre ella y O'Connell. Eilish declaró durante una entrevista con BBC Radio 1; «Casi toda la canción trata sobre mí y la relación de Finneas como hermanos. En el sueño, a los seguidores no les importaba. Internet me cagó por suicidarme, todo esto, y realmente me arruinó».

### Sinopsis
Se ve a Eilish y su hermano, Finneas , mirándose y sonriendo, tomados de la mano. El video comienza con el texto; «Finneas es mi hermano y mi mejor amigo. No importa las circunstancias, siempre lo hemos hecho y siempre estaremos el uno para el otro». Eilish conduce un automóvil con Finneas O'Connell como pasajero del asiento delantero; miran hacia adelante sin expresión y sus cuerpos son inexpresivos. Los hermanos conducen a través de un paisaje de ensueño en el que muchas escenas recuerdan lugares de California. Eilish canta sobre soñar que había saltado del puente Golden Gate de San Francisco y fue ignorada por sus seres queridos y fanáticos. O'Connell mira por las ventanas mientras atraviesan un túnel y salen de la ciudad; viajan a través de un desierto y pasan por un valle, y continúan por Long Beach, California, donde conducen hacia el océano. El coche es arrastrado por el mar y se hunde lentamente y comienza a llenarse de agua. Eilish y O'Connell miran inexpresivamente mientras el coche sigue hundiéndose. O'Connell extiende su mano y Eilish la agarra mientras se miran y sonríen. Los faros del coche parpadean y se apagan. El video termina con los hermanos todavía tomados de la mano mientras el auto continúa hundiéndose.

### Recepción
El video musical fue recibido positivamente por la crítica. Rebecca Alter de Vulture calificó el video de «muy bueno» y comentó que «parece que fue filmado por el director de fotografía que hizo 'The Long Night' en Game of Thrones». Jordyn Tilchen de MTV alabó a Eilish por la forma en que dirigió el video y dijo que su «habilidades brille a través de este proyecto». Escribiendo para Nylon, Layla Halabian escribió el video «[aporta] un nuevo significado al dicho: La sangre es más espesa que el agua». Derrick Rossignol de Uproxx llamó a la imagen un «clip sombrío» e «impresionante». En su reseña de Complex, Joshua Espinoza dijo que el mensaje de Eilish a su hermano es «sincero». Michele Méndez de Elite Daily comparó la historia del video y el concepto de la relación de los hermanos, diciendo, «tienen un video dedicado a su vínculo inquebrantable». Escribiendo para The Fader, Jordan Darville comparó la producción del video con la del músico británico James Blake. Jarrod Johnson II de la revista Paste calificó el video como un «presagio apropiado».

## Presentaciones en vivo
Eilish interpretó «Everything I Wanted» en vivo por primera vez en diciembre de 2019 en la Ciudad de México en la última parada de su gira When We All Fall Asleep Tour, y durante un espectáculo acústico de Apple Live en el Steve Jobs Theatre en Cupertino el mismo año. «Everything I Wanted» se incluyó en su setlist para Where Do We Go? World Tour (2020). Eilish interpretó la canción en vivo con O'Connell tocando la guitarra acústica para Blux en febrero de 2020. En abril de ese año, la pareja interpretó una versión acústica durante una transmisión en vivo de 50 minutos para Verizon Communications. El 7 de febrero de 2020, Alicia Keys presentó «Everything I Wanted» para la BBC Radio 1. El 9 de marzo de 2020, JP Cooper y su banda hicieron una versión de la canción para Billboard; lentamente construyeron «un arreglo exuberante que se desplegaba compuesto por guitarras duales, piano y órgano», y que Cooper canta «mientras toca suavemente una guitarra eléctrica». Cooper le dijo a Billboard que no interpreta muchas versiones, pero que se sintió atraído por la canción y que él y su banda se divirtieron mucho grabándola. El 13 de marzo de 2020, Georgia grabó una versión en Abbey Road Studios en Londres. Sam Moore de NME escribió que la portada había mezclado «elementos de electro-pop y música orquestal». El 13 de marzo de 2020, la banda de rock indie Inglés Gengahr realizó un cover de la canción, la cual se lanzó más tarde como sencillo.

## Créditos y personal
Créditos adaptados de Tidal.
- Billie Eilish - voz, composición
- Finneas O'Connell - productor, composición, ingeniero, coros, programador de batería, bajo, piano, sintetizador
- John Greenham - ingeniero de masterización
- Rob Kinelski - mezclador

## Posicionamiento en listas
| Listas (2019)                                 | Mejor posición |
| --------------------------------------------- | -------------- |
| Alemania (Official German Charts)             | 9              |
| Australia (ARIA)                              | 2              |
| Austria (Ö3 Austria Top 40)                   | 3              |
| Bélgica (Ultratop 50) Flanders                | 5              |
| Bélgica (Ultratop 50) Wallonia                | 6              |
| Canadá (Canadian Hot 100)                     | 6              |
| Canadá (CHR/Top 40)                           | 6              |
| Canadá (Hot AC)                               | 16             |
| Canadá (Rock)                                 | 28             |
| CIS (Tophit)                                  | 6              |
| Corea del Sur (Gaon)                          | 102            |
| Croacia (HRT)                                 | 31             |
| Dinamarca (Tracklisten)                       | 4              |
| Escocia (Official Charts Company)             | 10             |
| Eslovaquia (Radio Top 100)                    | 7              |
| Eslovaquia (Singles Digitál Top 100)          | 3              |
| España (PROMUSICAE)                           | 16             |
| Estados Unidos (Billboard Hot 100)            | 8              |
| Estados Unidos (Adult Contemporary)           | 23             |
| Estados Unidos (Adult Top 40)                 | 5              |
| Estados Unidos (Dance/Mix Show Airplay)       | 40             |
| Estados Unidos (Dance Club Songs)             | 2              |
| Estados Unidos (Hot Rock & Alternative Songs) | 2              |
| Estados Unidos (Mainstream Top 40)            | 5              |
| Estados Unidos (Rock Airplay)                 | 1              |
| Estados Unidos (Rolling Stone Top 100)        | 1              |
| Estonia (Eesti Ekspress)                      | 1              |
| Finlandia (Suomen virallinen lista)           | 2              |
| Francia (SNEP)                                | 33             |
| Global 200 (Billboard)                        | 116            |
| Global Excl. US (Billboard)                   | 132            |
| Grecia (International Digital Singles)        | 2              |
| Hungría (Rádiós Top 40)                       | 7              |
| Hungría (Single Top 40)                       | 4              |
| Hungría (Stream Top 40)                       | 3              |
| Irlanda (IRMA)                                | 1              |
| Islandia (Tonlist)                            | 7              |
| Italia (FIMI)                                 | 20             |
| Japón (Japan Hot 100)                         | 66             |
| Letonia (LAIPA)                               | 1              |
| Líbano (Lebanese Top 20)                      | 4              |
| Lituania (AGATA)                              | 1              |
| Malasia (RIM)                                 | 4              |
| México Airplay (Billboard)                    | 12             |
| Noruega (VG-lista)                            | 1              |
| Nueva Zelanda Hot Singles (RMNZ)              | 2              |
| Países Bajos (Dutch Top 40)                   | 7              |
| Países Bajos (Single Top 100)                 | 4              |
| Portugal (AFP)                                | 5              |
| Puerto Rico (Monitor Latino)                  | 17             |
| Reino Unido (UK Singles Chart)                | 3              |
| República Checa (Singles Digitál Top 100)     | 2              |
| Rusia Airplay (Tophit)                        | 4              |
| Serbia (Radiomonitor)                         | 3              |
| Singapur (RIAS)                               | 4              |
| Suecia (Sverigetopplistan)                    | 3              |
| Suiza (Schweizer Hitparade)                   | 2              |

| Listas (2019)               | Mejor posición |
| --------------------------- | -------------- |
| Letonia (LAIPA)             | 98             |
| Países Bajos (Dutch Top 40) | 89             |
| Portugal (AFP)              | 320            |

| Listas (2020)                                 | Mejor posición |
| --------------------------------------------- | -------------- |
| Alemania (Official German Charts)             | 58             |
| Canadá (Canadian Hot 100)                     | 24             |
| Nueva Zelanda (RMNZ)                          | 36             |
| Estados Unidos (Billboard Hot 100)            | 18             |
| Estados Unidos (Adult Top 40)                 | 18             |
| Estados Unidos (Dance/Mix Show Airplay)       | 17             |
| Estados Unidos (Hot Rock & Alternative Songs) | 20             |
| Estados Unidos (Mainstream Top 40)            | 17             |
| Estados Unidos (Rock Airplay)                 | 3              |

## Certificaciones
| País (organismo certificador) | Certificación | Unidades certificadas |
| ----------------------------- | ------------- | --------------------- |
| Alemania (BVMI)               | Oro           | 200 000               |
| Australia (ARIA)              | 3x Platino    | 210 000               |
| Austria (IFPI)                | Oro           | 15 000                |
| Bélgica (BEA)                 | Platino       | 40 000                |
| Canadá (Music Canada)         | 4x Platino    | 320 000               |
| Dinamarca (IFPI)              | Oro           | 45 000                |
| España (PROMUSICAE)           | Oro           | 20 000                |
| Estados Unidos (RIAA)         | 3x Platino    | 3 000 000             |
| Francia (SNEP)                | Oro           | 100 000               |
| Italia (FIMI)                 | Platino       | 70 000                |
| Noruega (IFPI)                | 2x Platino    | 120 000               |
| Nueva Zelanda (RIANZ)         | Platino       | 30 000                |
| Polonia (ZPAV)                | 2x Platino    | 40 000                |
| Portugal (AFP)                | Platino       | 20 000                |
| Reino Unido (BPI)             | Platino       | 600 000               |

## Premios y nominaciones
| Año  | Premiación               | Categoría                              | Resultado | Ref.            |
| ---- | ------------------------ | -------------------------------------- | --------- | --------------- |
| 2020 | MTV Europe Music Awards  | Mejor Canción                          | Nominado  | [ 153 ]         |
| 2020 | MTV Video Music Awards   | Vídeo del año                          | Nominado  | [ 154 ] [ 155 ] |
| 2020 | MTV Video Music Awards   | Canción del año                        | Nominado  | [ 154 ] [ 155 ] |
| 2021 | Grammy Awards            | Grabación del Año                      | Ganador   | [ 156 ]         |
| 2021 | Grammy Awards            | Canción del Año                        | Nominado  | [ 156 ]         |
| 2021 | Grammy Awards            | Mejor Interpretación Vocal Pop Solista | Nominado  | [ 156 ]         |
| 2021 | iHeartRadio Music Awards | Mejor Letra                            | Nominado  | [ 157 ]         |
| 2021 | iHeartRadio Music Awards | Canción de Rock Alternativo del Año    | Nominado  | [ 157 ]         |

## Historial de lanzamiento
| País           | Fecha                   | Formato                      | Discográfica          | Ref     |
| -------------- | ----------------------- | ---------------------------- | --------------------- | ------- |
| Varios         | 13 de noviembre de 2019 | Descarga digital y Streaming | Darkroom, Interscope  | [ 2 ]   |
| Australia      | 13 de noviembre de 2019 | Contemporary hit radio       | Universal, Interscope | [ 158 ] |
| Reino Unido    | 15 de noviembre de 2019 | Contemporary hit radio       | Darkroom, Interscope  | [ 159 ] |
| Italia         | 22 de noviembre de 2019 | Contemporary hit radio       | Universal             | [ 160 ] |
| Estados Unidos | 10 de diciembre de 2019 | Contemporary hit radio       | Darkroom, Interscope  | [ 161 ] |
| Estados Unidos | 10 de diciembre de 2019 | Alternative radio            | Darkroom, Interscope  | [ 162 ] |
| Estados Unidos | 3 de febrero de 2020    | Hot adult contemporary       | Darkroom, Interscope  | [ 163 ] |
| Varios         | 7 de febrero de 2020    | Flexi disc                   | Darkroom, Interscope  | [ 23 ]  |